# Flemming Kofod-Svendsen
Flemming Kofod-Svendsen (* 21. März 1944 in Aakirkeby) ist ein ehemaliger dänischer Politiker der Kristeligt Folkeparti. Er gehört der umbenannten Partei heute als einfaches Mitglied an. 

## Leben
Kofod-Svendsen machte einen Abschluss als cand.theol. und war von 1976 bis 2011 Gemeindepfarrer der Kirche in Birkerød. Bevor er in die Politik ging, war er zwischen 1970 und 1977 Generalsekretär des Kristeligt Forbund for Studerende. 1979 wurde er Vorsitzender der Kristeligt Folkeparti und war von 1984 bis 1993 Abgeordneter seiner Partei im Folketing. In der Regierung Schlüter II war er von 1987 bis 1988 Wohnungsminister. Im Kabinett Nyrup Rasmussen I war von 1993 bis 1994 Minister für nordische Zusammenarbeit und Ostseefragen. Zwischen 1998 und 2001 war er abermals Folketingsabgeordneter. Nach dem regulären Auslaufen seiner Amtszeit ließ er sich nicht mehr aufstellen.

## Schriften
- Sandheden er det første offer: om Danmarks Radio og Libanon-krigen (1984)
- Døden, sorgen, håbet (2007)
- Tro til tiden – det kristne studenterarbejdes historie i Danmark (2008)